# Naarda symethusalis
Naarda symethusalis là một loài bướm đêm trong họ Noctuidae.